# Andrej Lopatov
Andrej Vjatjeslavovitj Lopatov (ryska: Андрей Вячеславович Лопатов), född 12 mars 1957 i Inta i delrepubliken Komi i dåvarande Sovjetunionen, död 16 februari 2022 i Santa Monica i USA, var en sovjetisk basketspelare som tog OS-brons 1980 i Moskva. Utöver den olympiska bronsmedaljen har Lopatov även tagit tre medaljer i basket-VM varav ett guld 1982 i Colombia, och fyra EM-medaljer varav tre guld. Han spelade perioden 1977–1990 för PBK CSKA Moskva.